# آئرومکزیکو کانکت
آئرومکزیکو کانکت (به انگلیسی: Aeroméxico Connect) یک شرکت هواپیمایی با کد یاتا 5D است که در تاریخ ۱۹۸۸ میلادی تأسیس شده و در تاریخ ۱۹۸۸ فعالیتش را آغاز کرده‌است. آئرومکزیکو کانکت مجری پروازهای داخلی شرکت آئرومکزیکو است که با هواپیماهای امبرائر از جمله امبرائر ای‌آرجی ۱۳۵/۱۴۰/۱۴۵ و امبرائر ئی-جت، پروازهای داخلی مکزیک را انجام می‌دهد. عملیات پیش از پرواز و خدمهٔ این شرکت هواپیمایی در مونتری، گوادالاخارا، خالیسکو و مکزیکو سیتی قرار دارند.
دفتر مرکزی آئرومکزیکو کانکت در شهر مونتری ایالت نوئوو لئون واقع شده‌است و به ۵۵ مقصد، پرواز مستقیم انجام می‌دهد.
آئرومکزیکو کانکت بیش از ۳۰۰ پرواز برنامه‌ریزی‌شده روزانه به ۴۲ مقصد در مکزیک، ۱۰ پرواز به ایالات متحدهٔ آمریکا و ۳ پرواز به آمریکای مرکزی انجام می‌هد. قطب اصلی این شرکت در فرودگاه بین‌المللی مکزیکو سیتی، فرودگاه بین‌المللی بچیگوایلاتو، فرودگاه بین‌المللی ژنرال ماریانو اسکبیدو و فرودگاه بین‌المللی دن میگوئل هیدالگو وای کوستیا قرار دارد. دیگر فرودگاه‌هایی که آئرومکزیکو پروازهای بسیاری به آن‌ها انجام می‌دهد عبارتند از فرودگاه بین‌المللی ژنرال ایگناسیو پسکویرا گارسیا و فرودگاه بین‌المللی تیخوانا، باخا کالیفرنیا.

## ناوگان هوایی

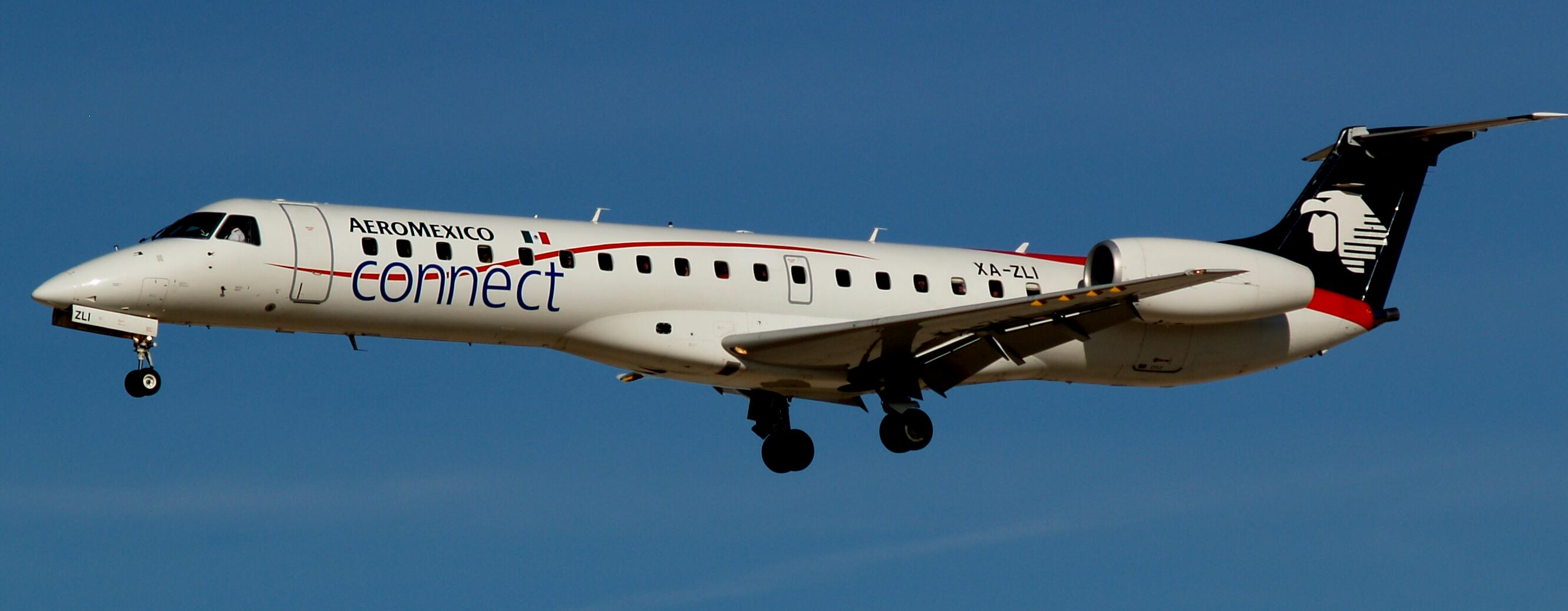
یک فروند امبرائر ای‌آرجی ۱۳۵/۱۴۰/۱۴۵ آئرومکزیکو کانکت (۲۰۰۷).

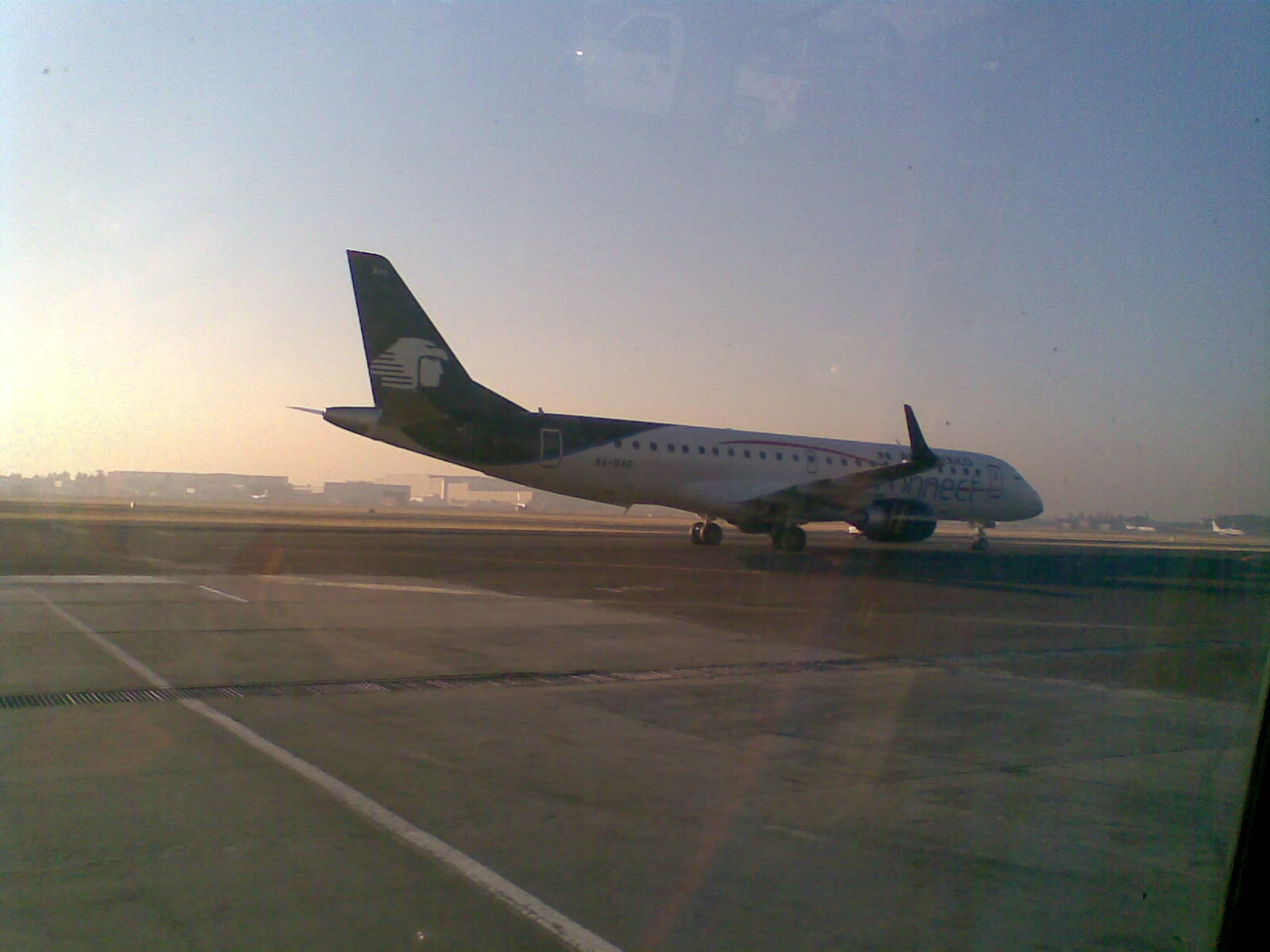
یک فروند امبرائر ئی-جت آئرومکزیکو کانکت.

ناوگان هوایی آئرومکزیکو کانکت بنا بر داده‌های مارس ۲۰۱۶ به شرح زیر است: